# 恩尼奥·莫里科内
恩尼奥·莫里科内（義大利語：Ennio Morricone，1928年11月10日—2020年7月6日），意大利作曲家，生於羅馬，曾为超过500部的电影电视写过配乐。2007年他获得奥斯卡终身成就奖，成为第二位获此殊荣的作曲家。他获得两次葛萊美獎，两次金球奖，五次英国电影和电视艺术学院奖等多项音乐奖项。2016年以《八惡人》榮獲第88屆奧斯卡金像獎最佳原创音乐奖。

## 生涯
顏尼歐·莫利克奈出生於羅馬，父親Mario Morricone為職業小號手，母親Libera Ridolfi經營紡織生意，他的家庭来自阿尔皮诺。
莫利克奈的父親是他的音樂啟蒙老師，後來他也曾進入聖塞西莉亞國立學院（Accademia Nazionale di Santa Cecilia） 學習小號，導師是Umberto Semproni。
他著名的電影配樂作品包括《狂沙十萬里》、《鏢客三部曲》、《馬可波羅》、《战火浮生》、《美国往事》、《天堂电影院》、《海上鋼琴師》及《王子復仇記》、《西西里的美丽传说》等。其他创作如1978年阿根廷世界杯足球赛主题曲- "El Mundial"。
許多音樂人，如 Radiohead, Gnarls Barkley, Mike Patton, Alex Turner等，都表示他們的音樂曾受莫利克奈作品的啟發。
2003年日本NHK播出的大河劇《武藏MUSASHI》邀請莫利克奈負責創作劇中的音樂，為第一部由外國音樂家擔當配樂工作的大河劇。
2016到2019年間，於歐洲多個城市展開60週年紀念巡迴演出。
2020年6月底，莫利克奈在家中跌倒摔傷、送醫住院接受治療，但於7月6日因傷勢導致併發症而過世，享壽91歲。

## 合作艺术家

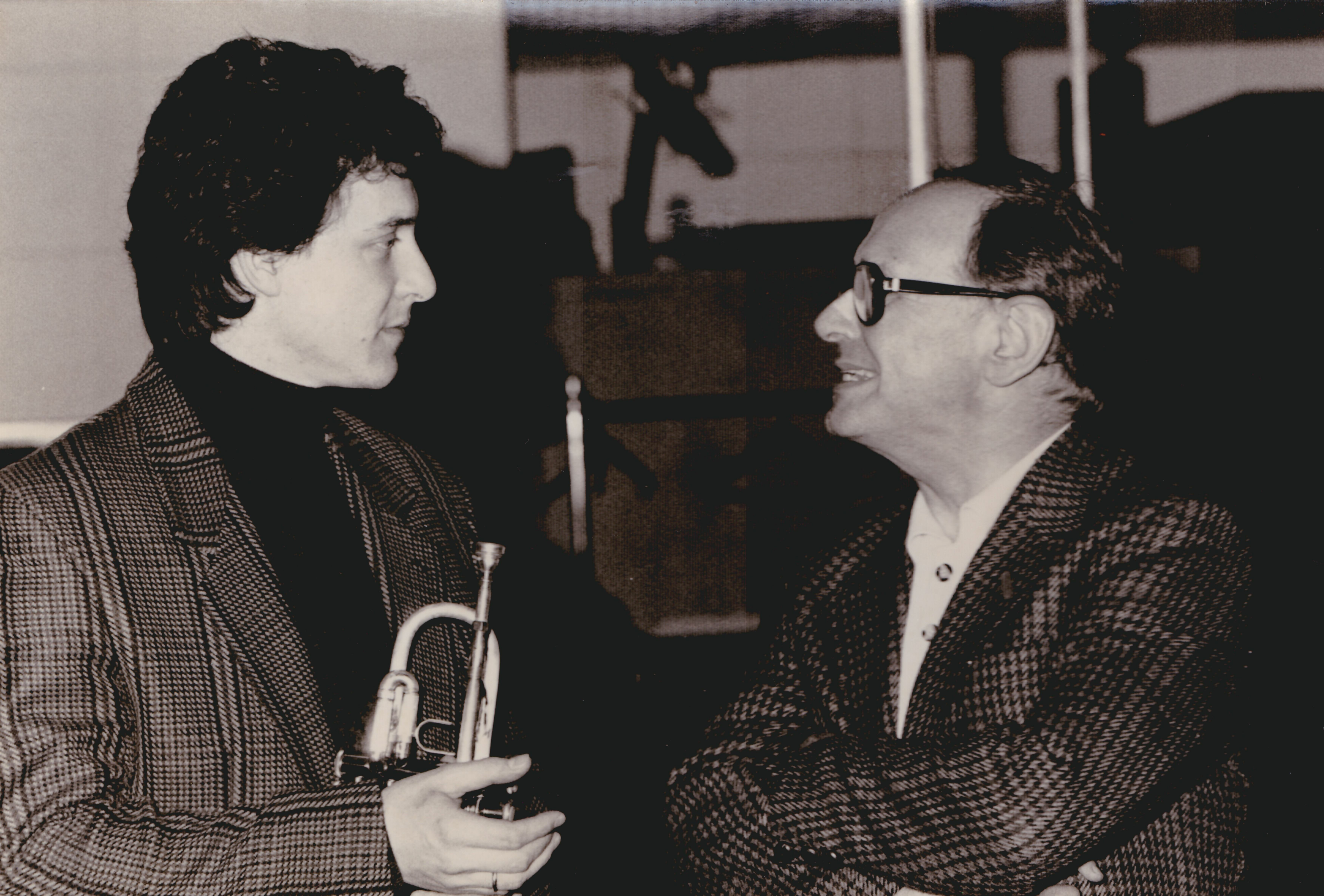
毛罗·莫尔和恩尼奥·莫里科内

20年来，恩尼奥·莫里科内每天与他的号手朋友毛罗·莫尔合作录制他的电影。1991年，他与毛罗·莫尔发行了一张专辑，收录了恩尼奥·莫里科内献给他的所有歌曲《Mauro Maur e i Suoi Solisti》。
华裔大提琴演奏家馬友友曾與莫里科内合作，改編部份电影电视精選配乐成為大提琴演奏曲，在2004年由新力古典發行專輯唱片《Yo-Yo Ma Plays Ennio Morricone》，曲目包括：《战火浮生》、《海上鋼琴師》、《A Pure Formality》、《新天堂樂園》、《美国往事》、《狂沙十萬里》、《黃昏三鑣客》、《Casualties of War》、《義膽雄心》、《Moses》、《馬可勃羅》、《The Lady Caliph》等樂曲，受到美联社及 亞馬遜公司用戶的好評。
2010年，恩尼奥·莫里科内在意大利罗马与新西兰古典跨界音乐女高音海莉·薇思特拉合作了一张新的国际专辑《天堂之音》，于2011年4月18日自新西兰开始向全球发布此专辑。恩尼奥·莫里科内不仅为此专辑谱写新歌和他的成名作品，还安排他在罗马的管弦乐队为此专辑配乐。

## 影響
台灣霹靂布袋戲早年部份配樂使用莫里科內的配樂，例如《黑白郎君》的幽靈馬車。此外，1993年電視劇《包青天》內亦有使用，例如貍貓換太子第二集的結尾配樂即擷取自莫里科內為電視劇Moses the Lawgiver所編寫的Moses Theme。

## 荣誉

### 外国勋章奖章
- 旭日小绶章（日本，2019年5月21日公布[14]）

## 外部連結
- 官方网站
- 恩尼奥·莫里科内在互联网电影资料库（IMDb）上的資料（英文）
- 恩尼奥·莫里科内在豆瓣上的资料（简体中文）
- Morricone Fans/莫里康内爱好者 （页面存档备份，存于）